# 日本遺族政治連盟
日本遺族政治連盟（にほんいぞくせいじれんめい）とは日本遺族会の掲げる理念と政策を実現するために活動する政治連盟。

## 概要
遺族の処遇改善を最大の目的とし、首相や閣僚の靖国神社参拝などを求めてきた。自由民主党の支持団体の一つ。

## 関連議員
- 長島銀蔵
- 大谷藤之助
- 徳永正利
- 板垣正
- 尾辻秀久
- 森田次夫
- 水落敏栄